# Municipio de Highland (condado de Franklin)
El municipio de Highland (en inglés: Highland Township) es un municipio ubicado en el condado de Franklin en el estado estadounidense de Indiana. En el año 2010 tenía una población de 1412 habitantes y una densidad poblacional de 17,87 personas por km².

## Geografía
El municipio de Highland se encuentra ubicado en las coordenadas 39°20′24″N 84°59′52″O / 39.34000, -84.99778. Según la Oficina del Censo de los Estados Unidos, el municipio tiene una superficie total de 79 km², de la cual 78,54 km² corresponden a tierra firme y (0,58 %) 0,46 km² es agua.

## Demografía
Según el censo de 2010, había 1412 personas residiendo en el municipio de Highland. La densidad de población era de 17,87 hab./km². De los 1412 habitantes, el municipio de Highland estaba compuesto por el 98,65 % blancos, el 0,07 % eran afroamericanos, el 0,07 % eran amerindios y el 1,2 % eran de una mezcla de razas. Del total de la población el 0,64 % eran hispanos o latinos de cualquier raza.